# Markus Seikola
Markus Seikola (* 5. Juni 1982 in Laitila) ist ein ehemaliger finnischer Eishockeyspieler, der den Großteil seiner Karriere bei TPS Turku in der Liiga aktiv war. Darüber hinaus spielte er für den Frölunda HC und Södertälje SK in der schwedischen Elitserien sowie für Ilves Tampere und die Pelicans Lahti in der Liiga. Der größte Erfolg seiner Karriere war der finnische Meistertitel mit TPS 2011 sowie zwei Medaillengewinne bei Junioren-Weltmeisterschaften.

## Karriere
Markus Seikola begann seine Karriere als Eishockeyspieler in der Nachwuchsabteilung von TPS Turku, für dessen Profimannschaft er in der Saison 2000/01 sein Debüt in der SM-liiga gab. In seinem Rookiejahr wurde er mit TPS auf Anhieb Finnischer Meister. Er selbst erzielte bei seinen insgesamt 33 Einsätzen zwei Tore. In der Saison 2003/04 scheiterte der Verteidiger mit seiner Mannschaft zudem erst im Playoff-Finale. Kurz vor Ende der Saison 2005/06 wechselte Seikola zum Frölunda HC aus der schwedischen Elitserien, mit dem er im Playoff-Finale dem Färjestad BK unterlag. Nach einer weiteren Spielzeit bei den Schweden, spielte er in der Saison 2007/08 in seiner finnischen Heimat für den HPK Hämeenlinna. Von 2008 bis 2010 lief er für den Traditionsklub Ilves Tampere auf. Dort konnte er vor allem in der Saison 2008/09 überzeugen, als er mit der Pekka-Rautakallio-Trophäe als bester Verteidiger der SM-liiga ausgezeichnet und in deren All-Star Team gewählt wurde. 
Zur Saison 2010/11 wurde Seikola vom Södertälje SK verpflichtet. Mit dem Elitserien-Teilnehmer konnte er den Abstieg in die HockeyAllsvenskan, die zweite schwedische Spielklasse, nicht verhindern, woraufhin er sich den Pelicans Lahti aus der SM-liiga anschloss.
Nach der Saison 2012/13 kehrte er zu seinem Stammverein TPS Turku zurück, ehe er seine Karriere in der Saison 2015/16 bei VG-62 und TuTo Hockey ausklingen ließ.

### International
Für Finnland nahm Seikola im Juniorenbereich an der U18-Junioren-Weltmeisterschaft 2000 sowie der U20-Junioren-Weltmeisterschaft 2002 teil. Bei der U18-WM 2000 gewann er mit seiner Mannschaft die Gold-, bei der U20-WM 2002 die Bronzemedaille. Im Seniorenbereich stand er 2009 und 2010 im Aufgebot seines Landes bei der Euro Hockey Tour.

## Erfolge und Auszeichnungen
- 2001 Finnischer Meister mit TPS Turku
- 2009 SM-liiga All-Star Team
- 2009 Pekka-Rautakallio-Trophäe, Juha-Rantasila-Trophäe
- 2010  Juha-Rantasila-Trophäe
- 2012  Juha-Rantasila-Trophäe
- 2013  Juha-Rantasila-Trophäe

### International
- 2000 Goldmedaille bei der U18-Junioren-Weltmeisterschaft
- 2002 Bronzemedaille bei der U20-Junioren-Weltmeisterschaft

## Statistik
(Stand: Ende der Saison 2015/16)